# العلاقات السويدية المكسيكية
العلاقات السويدية المكسيكية هي العلاقات الثنائية التي تجمع بين السويد والمكسيك.

## مقارنة بين البلدين
هذه مقارنة عامة ومرجعية للدولتين:
| وجه المقارنة                                              | السويد                                                                               | المكسيك                                                                               |
| --------------------------------------------------------- | ------------------------------------------------------------------------------------ | ------------------------------------------------------------------------------------- |
| المساحة (كم2)                                             | 450.30 ألف                                                                           | 1.97 مليون                                                                            |
| عدد السكان (نسمة)                                         | 10.16 مليون                                                                          | 130.53 مليون                                                                          |
| الكثافة السكانية (ن./كم²)                                 | 22.56                                                                                | 66.26                                                                                 |
| العاصمة                                                   | ستوكهولم                                                                             | مدينة مكسيكو                                                                          |
| اللغة الرسمية                                             | اللغة السويدية، لغات السامي، اللغة الفنلندية، منكيلي، اللغة الرومنية، اللغة اليديشية | اللغة الإسبانية                                                                       |
| العملة                                                    | كرونة سويدية                                                                         | بيزو مكسيكي                                                                           |
| الناتج المحلي الإجمالي (بليون دولار)                      | 538.04 مليار                                                                         | 1.15 تريليون                                                                          |
| الناتج المحلي الإجمالي (تعادل القوة الشرائية) بليون دولار | 469.01 مليار                                                                         | 2.16 تريليون                                                                          |
| الناتج المحلي الإجمالي الاسمي للفرد دولار أمريكي          | 50.58 ألف                                                                            | 9.01 ألف                                                                              |
| الناتج المحلي الإجمالي للفرد دولار أمريكي                 | 45.30 ألف                                                                            | 17.32 ألف                                                                             |
| مؤشر التنمية البشرية                                      | 0.907                                                                                | 0.756                                                                                 |
| رمز المكالمات الدولي                                      | +46                                                                                  | +52                                                                                   |
| رمز الإنترنت                                              | .se                                                                                  | .mx                                                                                   |
| المنطقة الزمنية                                           | توقيت وسط أوروبا، ت ع م+01:00، ت ع م+02:00، أوروبا/ستوكهولم ‏                         | منطقة زمنية وسطى، المنطقة الزمنية الجبلية، زمن منطقة المحيط الهادئ، منطقة زمنية شرقية |

## مدن متوأمة
في ما يلي قائمة باتفاقيات التوأمة بين مدن سويدية ومكسيكية:
- ترتبط Umeå Municipality [الإنجليزية]‏ مع ولاية غواناخواتو باتفاقية توأمة منذ 1976.[13][14][15][16]
- ترتبط ستوكهولم مع مدينة مكسيكو باتفاقية توأمة.

## منظمات دولية مشتركة
يشترك البلدان في عضوية مجموعة من المنظمات الدولية، منها:
| علم المنظمة | اسم المنظمة                        | تاريخ انضمام السويد | تاريخ انضمام المكسيك |
| ----------- | ---------------------------------- | ------------------- | -------------------- |
|             | وكالة ضمان الاستثمار متعدد الأطراف | 12 أبريل 1988       | 1 يوليو 2009         |
|             | منظمة التعاون الاقتصادي والتنمية   | ?                   | ?                    |
|             | الأمم المتحدة                      | 19 نوفمبر 1946      | 7 نوفمبر 1945        |
|             | الفريق المعني برصد الأرض           | ?                   | ?                    |
|             | منظمة حظر الأسلحة الكيميائية       | ?                   | ?                    |
|             | منظمة التجارة العالمية             | 1995                | 1995                 |
|             | منظمة الشرطة الجنائية الدولية      | ?                   | ?                    |
|             | مؤسسة التنمية الدولية              | 24 سبتمبر 1960      | 24 أبريل 1961        |
|             | يونسكو                             | 23 يناير 1950       | 4 نوفمبر 1946        |
|             | الاتحاد البريدي العالمي            | ?                   | ?                    |
|             | البنك الدولي للإنشاء والتعمير      | 31 أغسطس 1951       | 31 ديسمبر 1945       |
|             | المنظمة الهيدروغرافية الدولية      | ?                   | ?                    |
|             | الاتحاد الدولي للاتصالات           | 1866                | 1 يوليو 1908         |
|             | مؤسسة التمويل الدولية              | 20 يوليو 1956       | 20 يوليو 1956        |
|             | مجموعة أستراليا                    | 1991                | 2013                 |
|             | مجموعة الموردين النوويين           | ?                   | ?                    |

## أعلام
هذه قائمة لبعض الشخصيات التي تربطها علاقات بالبلدين:
- جوليتا روزين (ممثلة مكسيكية، 8 نوفمبر 1962[24] – )

## وصلات خارجية
- موقع وزارة الخارجية السويدية
- موقع وزارة الخارجية المكسيكية